# Palazzo Organtini
Palazzo Organtini è un palazzo del 1700 situato ad Accumoli, comune italiano nella provincia di Rieti, posto ad un'altezza di 855 m s.l.m. nella parte più nord-orientale della regione Lazio, nell'Appennino umbro-marchigiano. Il Palazzo era la residenza della famiglia Organtini, ricchi proprietari terrieri.
Le origini si fanno risalire al secolo XII, periodo in cui la Valle del Tronto era sotto il dominio dei Normanni e poi del Regno di Napoli.
Sviluppato su 3 piani, all'interno vi si ammiravano le stanze completamente affrescate con immagini tratte da poemi cavallereschi, il soffitto interamente a cassettoni e i caminetti decorati. Al 2016 risultavano conservate la pavimentazione, parte dell'intonaco dipinto e della decorazione interna a stucco. Le facciate presentano finestre regolari, equidistanti, decorate a bassorilievo. Particolarmente rilevante il salone dei ricevimenti, al secondo piano, dipinto interamente con tonalità calde, raffigurante scene religiose.
Il palazzo è rimasto gravemente lesionato a seguito del devastante Terremoto del Centro Italia del 24 agosto 2016.
Vi è poi un ulteriore Palazzo Organtini, noto anche come Palazzo del Cardinale, a Grisciano di Accumoli, posto sulla Via Salaria km 161. Posto sulle rive del fiume Tronto, il paese si trova al confine tra il "Parco Nazionale Monti Sibillini" ed il "Parco Nazionale del Gran Sasso e Monti della Laga" ed è l'ultima frazione del Lazio. Il palazzo ospitava la Cooperativa Zootecnica Grisciano.